# Ordine nazionale Juan Mora Fernández
L'Ordine Nazionale Juan Mora Fernández è un ordine cavalleresco statale dello stato della Costa Rica.

## Storia
L'onorificenza venne fondata con decreto n° 20572-esteri dell'11 luglio 1991 di concerto tra il presidente della repubblica costaricano Rafael Ángel Calderón Fournier e l'allora ministro degli esteri e del culto Bernd H. Niehaus Quesada. L'onorificenza è destinata da statuto a personalità straniere che si siano rese particolarmente benemerite nei confronti della Costa Rica. L'Ordine è dedicato al primo presidente della Costa Rica, Juan Mora Fernández, e il presidente in carica della Costa Rica ne è il gran maestro e gran croce d'oro ex officio.

## Classi
- Gran Croce d'Oro
- Gran Croce d'Argento
- Grand'Ufficiale
- Commendatore
- Ufficiale
- Cavaliere

| Cavaliere       | Ufficiale            | Commendatore     |
| Grand'Ufficiale | Gran Croce d'Argento | Gran Croce d'Oro |

## Insegne
- La medaglia dell'Ordine è modellata sulle forme della Legion d'Onore con una croce maltese a cinque punte smaltate di bianco e bordate d'oro, il tutto raggiante d'oro. Al centro della croce si trova un medaglione d'oro avente in rilievo il ritratto di Juan Mora Fernández e attorno un anello smaltato di blu con la scritta "JUAN MORA FERNANDEZ" in lettere dorate. Il retro è piano.
- Il nastro è rosso con una fascia bianco-blu-bianco per parte, a riprendere i colori della bandiera nazionale costaricana.

## Insigniti notabili
- Juan Carlos I di Spagna
- Sofia di Grecia
- Alberto II di Monaco
- Abel Pacheco de la Espriella
- Mario Francesco Pompedda
- Carlo di Borbone-Due Sicilie